# Rodoleja
Rodoleja (Rhodoleia) je rod rostlin z čeledi vilínovitých. Jsou to keře a stromy se střídavými kožovitými listy a červenými květy v nápadných květenstvích připomínajících jediný květ. Jsou to tropické a subtropické rostliny, rozšířené od Číny po jihovýchodní Asii.

## Popis
Zástupci rodu rodoleja jsou stálezelené keře a stromy se střídavými jednoduchými listy bez palistů. Listy jsou tuhé, kožovité, kopinaté nebo vejčité, celokrajné. Žilnatina je zpeřená, případně od báze trojžilná. Květy jsou uspořádány v úžlabních hlávkovitých květenstvích podepřených zákrovními listeny a připomínajících jediný květ. Květy jsou oboupohlavné, dvoustranně souměrné. Kalich je silně redukovaný nebo zcela chybí. Koruna je asymetrická, složená ze 2 až 5 lístků, dobře vyvinutá je pouze na vnější straně květu směrem od osy květenství. Korunní lístky jsou červené, lžicovité až obkopinaté, na bázi nehetnaté. Tyčinek je 4 až 11 a jsou asi stejně dlouhé nebo o něco kratší než korunní lístky, s tenkými nitkami. Semeník je polospodní, srostlý ze 2 plodolistů, s mnoha vajíčky a tenkými čnělkami. Plodem je tobolka pukající téměř do poloviny 4 chlopněmi. Semena jsou zploštělá, tence křídlatá.

## Rozšíření
Rod rodoleja zahrnuje asi 10 druhů. Je rozšířen v Asii od Číny po Malajsii a Indonésii.

## Taxonomie
V pojetí druhů rodu Rhodoleia panuje nejednota. Je rozlišováno až 10 druhů, které někteří taxonomové shrnují do jediného. Rod Rhodoleia je podle molekulárních studií jednou z bazálních větví čeledi vilínovité. Nejblíže příbuzný je rovněž asijský rod Exbucklandia. Tyto dva rody tvoří podčeleď Exbucklandoideae čeledi vilínovité.